# ピアノ三重奏曲第1番 (ショスタコーヴィチ)
ピアノ三重奏曲第1番 ハ短調 作品8は、ドミートリイ・ショスタコーヴィチが作曲したピアノ三重奏曲。ショスタコーヴィチの最初の室内楽曲である。

## 概要
1923年の8月、ショスタコーヴィチは肺リンパ腺結核の治療のためクリミアに滞在していた。そのクリミアのガスプラという町でピアノ三重奏曲第1番が作曲され、間もなくペトログラード（現サンクトペテルブルク）で完成した。ショスタコーヴィチは「詩曲」とも呼んだこの作品を、当時ショスタコーヴィチが恋をしていたタチヤーナ・グリヴェンコに献呈した。同年12月13日、ペトログラード音楽院（現サンクトペテルブルク音楽院）での発表会において初演され、ショスタコーヴィチとヴァイオリニストのベンジャミン・シェール、チェリストのグリゴリー・ペッケルの2人の友人によって行なわれた。作曲科教授のマクシミリアン・シテインベルクはこの作品を高く評価した。
妹のゾーヤの回想によれば、当時ショスタコーヴィチは家計を助けるために、映画館で無声映画の伴奏ピアニストとしてアルバイトをしていた。その2人の友人と共に映画に合わせて演奏することで練習したというエピソードが残されている。
この作品を作曲した時のショスタコーヴィチはわずか17歳であり、音楽院で抜群の才能を示した時期であった。3年後にまずロシア国内で広範な関心を呼び、やがては国際的な名声をもたらすこととなった交響曲第1番の構想を練り始めていた時期でもあった。
作品は単一楽章の簡潔な作品だが、巧みな構成の中に多様なテンポと音楽的性格が含まれている。
楽譜は死後出版されたが、ピアノパートの最後の22小節が失われていたため、弟子のボリス・ティシチェンコが補筆を行った。第2番と比較して、演奏される機会がごく少ない作品である。

## 構成
単一楽章の構成であるが、一応ソナタ形式の片鱗を残している。演奏時間は約13分。